# Тревожна есен
„Тревожна есен“ (на английски: Silent Fall) е американски психологически трилър от 1994 г. на режисьора Брус Берсфорд, и участват Ричард Драйфус, Линда Хамилтън, Джон Литгоу, Джей Ти Уолш и Лив Тайлър в дебюта си в киното.